# جوتكس
جوتكس هي شركة إسرائيلية لتصنيع ملابس السباحة الفاخرة ومقرها تل أبيب. والتي تأسست عام 1956 على يد لي غوتليب التي ترأست فريق التصميم حتى عام 1998 . وتعد جوتكس علامة عالمية يرتدي منها المشاهير، ابرزهم : الملكة صوفيا ، جاكلين كينيدي ، سيندي كروفورد ، كلوديا شيفر واليزابيث تايلور . 